# Коржино
Коржино — пресноводное озеро на территории Амбарнского сельского поселения Лоухского района Республики Карелии.

## Общие сведения
Площадь озера — 1,9 км², площадь водосборного бассейна — 39 км². Располагается на высоте 72,0 метров над уровнем моря.
Форма озера продолговатая: оно более чем на два километра вытянуто с северо-запада на юго-восток. Берега изрезанные, каменисто-песчаные, местами заболоченные.
Через озеро течёт река Сигма, впадающая в реку Кузему, впадающую, в свою очередь, в Белое море.
В озере расположено не менее пяти безымянных островов различной площади.
В километре к западу от озера проходит трасса Р21 («Кола»).
Населённые пункты вблизи водоёма отсутствуют.
Код объекта в государственном водном реестре — 02020000711102000003740.